# William Harvey
William Harvey (Folkestone, 1 april 1578 - Hampstead, 3 juni 1657) was een Britse arts en natuuronderzoeker. Hij was tevens Warden van Merton College, Universiteit van Oxford.
Harvey staat bekend als de man die de grootste verandering, al dan niet gewenst door hemzelf, heeft gebracht in het beeld dat bestond over de bloedsomloop. Hij is ook degene die daadwerkelijk heeft ontdekt dat er wel degelijk een circulatie bestaat. In zijn boek exercitatio anatomica de motu cordis et sanguinis in animalibus uit 1628 beschrijft hij hoe hij deze ontdekking heeft gedaan.
Eerst heeft hij de hoeveelheid bloed die het hart per half uur passeert kwantitatief bekeken. Het was niet zozeer een meting van dit volume maar meer een ruwe schatting. Toch is het opvallend dat hij zeer dicht bij de werkelijke waarde zat. Hij concludeerde namelijk dat er per half uur 20 pond bloed het hart passeerde.
Dit leidde er weer toe dat Harvey bedacht dat het beeld dat Claudius Galenus (129-200) had van het ontstaan van bloed niet juist kon zijn. Om de door Harvey berekende hoeveelheid bloed namelijk het hart te laten passeren, moest er door de lever vanuit het ingenomen voedsel een zeer grote hoeveelheid bloed per dag gevormd worden. De hoeveelheid voedsel die een persoon hiervoor moest nuttigen was veel groter dan een individu in werkelijkheid deed en kon.
Hieruit concludeerde Harvey vervolgens dat het bloed dus in een kringloop moest bewegen om zo telkens opnieuw het hart te kunnen passeren. Hiervoor zou er in de periferie van de bloedsomloop volgens Harvey een verbinding moeten bestaan tussen slagaders en aders, wij kennen deze verbindingen nu als haarvaten.

Harvey kwam nu voor het probleem te staan dat hij deze verbindingen met het blote oog niet kon waarnemen. Om te bewijzen dat deze verbindingen wel degelijk bestonden, moest hij een experiment uitvoeren. Hij nam de arm van een persoon en bond hier een band omheen. Dit deed hij zo strak dat het bloed onder deze band niet kon stromen. Hierna maakte hij de band iets losser opdat het slagaderlijke bloed onder de band nog net kon gaan stromen maar het aderlijke bloed niet. Het viel hem nu op dat toen de band zeer strak bevestigd was, de aders niet opvielen. Maar toen slechts de slagaderlijke stroom kon plaatsvinden, na het iets losmaken van de band, waren de aders zeer goed zichtbaar en opgezwollen. 

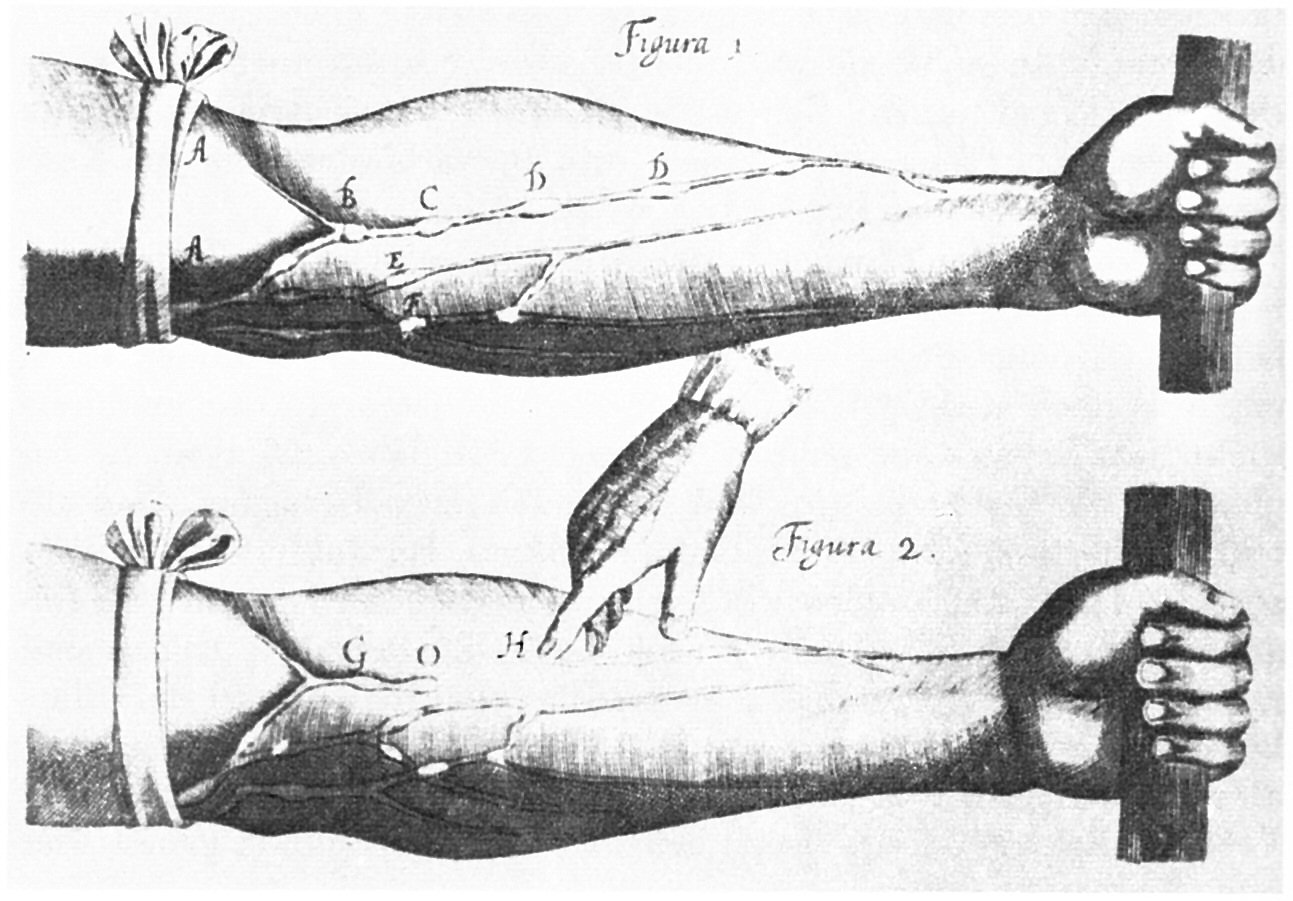
Afbeelding uit Harvey's Exercitatio Anatomica de Motu Cordis et Sanguinis in Animalibus uit 1628

 Harvey had nu bewezen dat het bloed zich via de slagaders naar beneden had bewogen en via de aders weer terug omhoog stroomde. Doordat het bloed niet verder kon dan de band, zwollen de aders op. Dit kon niets anders betekenen dan dat er inderdaad een verbinding bestond tussen aders en slagaders. Op een dergelijke manier bewees Harvey ook het bestaan van kleppen in de aders (zie afbeelding).
Harvey was zijn tijd ver vooruit en uit vrees voor kritiek van vooraanstaande medici, die nog heilig geloofden in de leer van Galenus, wachtte hij met zijn publicatie totdat hij lijfarts was geworden van de Engelse koning Karel I:
"The remaining matters, however - are so novel and hitherto unmentioned that, in speaking of them, I not only fear that I may suffer from the ill-will of a few, but dread lest all men turn against me. To such an extent is it virtually second nature for all to follow accepted usage and teaching - to such an extent are men swayed by a pardonable respect for the ancient authors."
Maar ook hijzelf was nog sterk verbonden met de leer van Aristoteles, en hij was ook een religieus man. De ontdekking die hij had gedaan verklaarde hij dan ook door te schrijven dat het hart naar zijn mening (net als dat van Aristoteles) het centrum was van het hele lichaam. Het bloed zou telkens opnieuw naar dit centrum geleid worden om hier opnieuw gevoed te worden met levensenergie om het vervolgens naar de periferie te brengen. Hij weigerde het lichaam als een "machine" te zien en hij voegde op deze manier een religieuze dimensie toe aan zijn ontdekking.
Hij was er ook van overtuigd dat levende wezens enkel uit eieren voortkwamen.

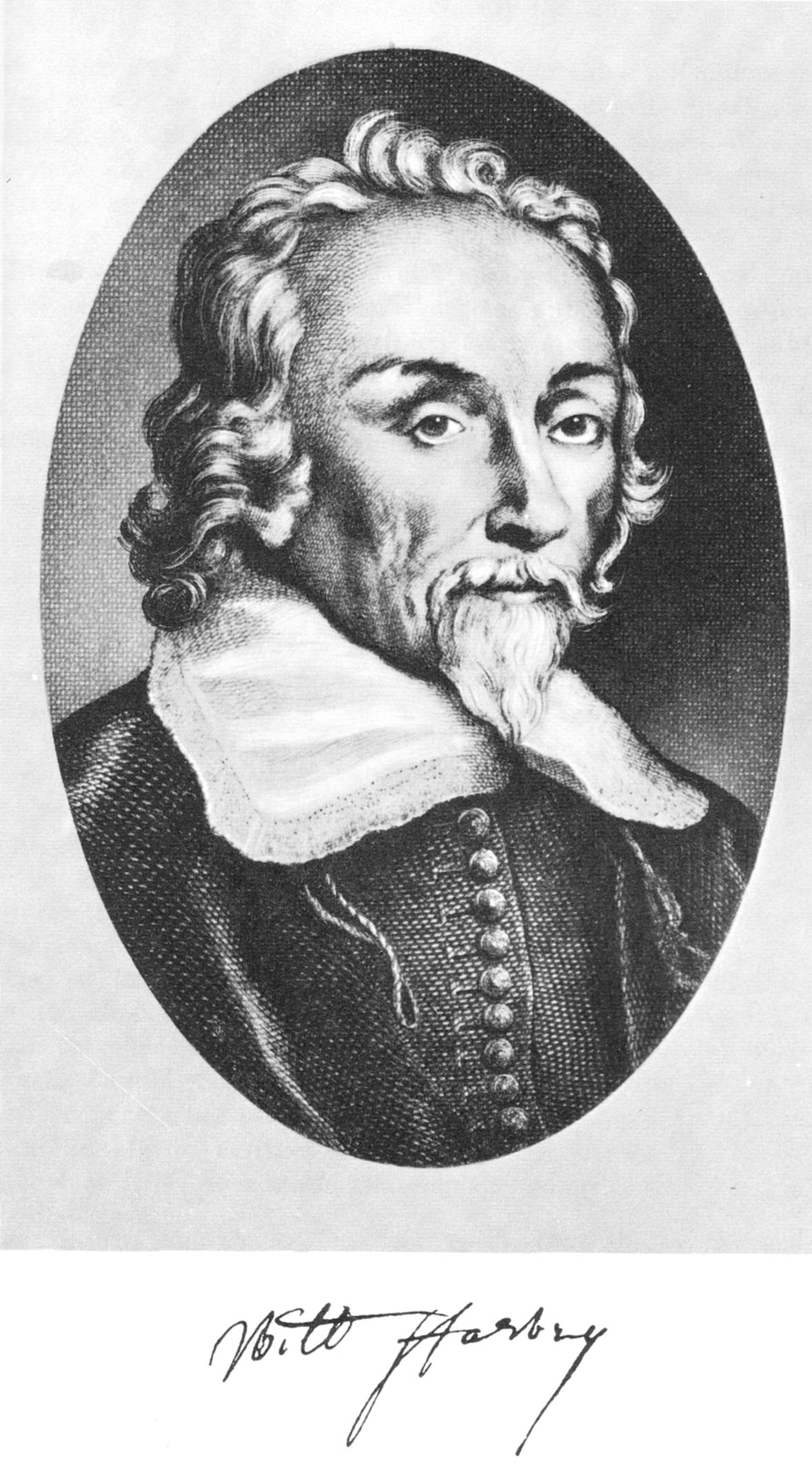
William Harvey
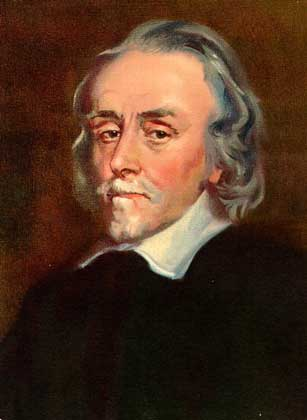
Portret in kleur
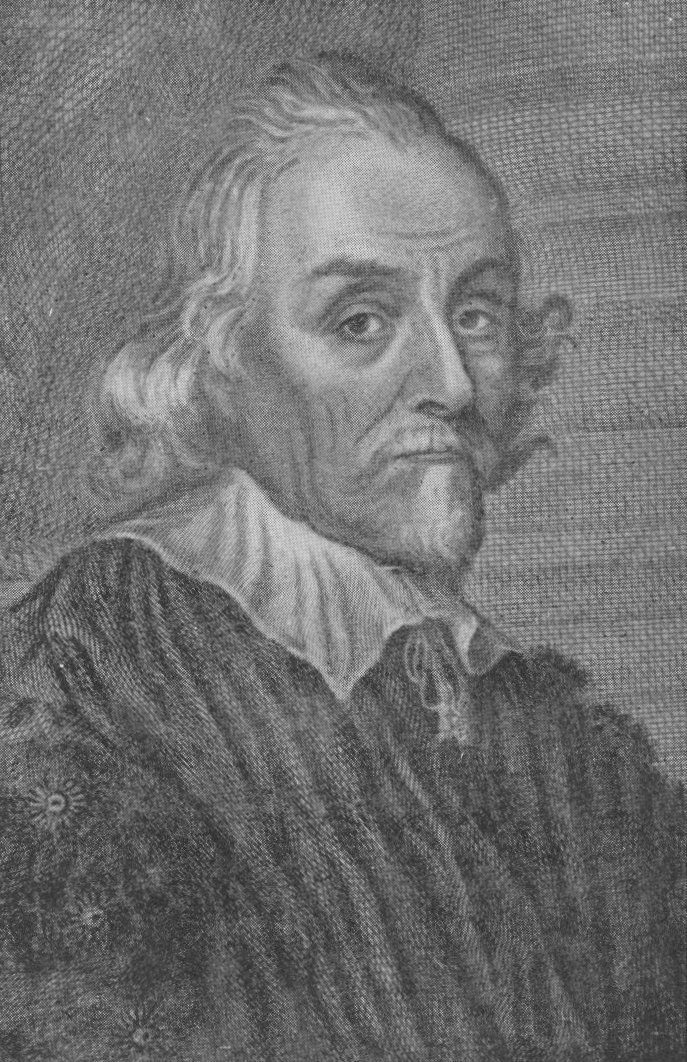
William Harvey, naar een schilderij van Cornelius Jansen
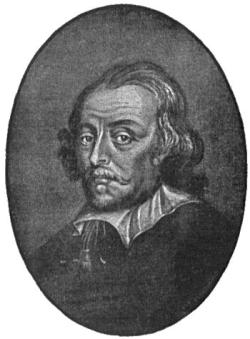
William Harvey